# ワイド湾 (パプアニューギニア)

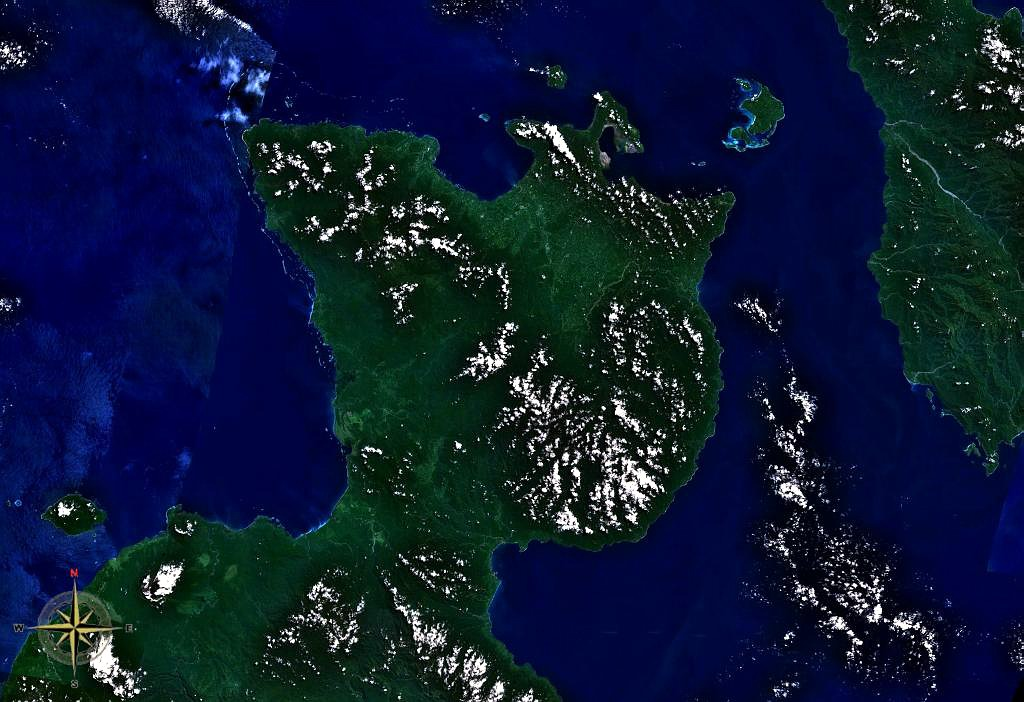
ガゼル半島の航空写真。右下がワイド湾である

座標: 南緯5度04分59秒 東経152度04分59秒 / 南緯5.083度 東経152.083度
ワイド湾 （英: Wide Bay）は、パプアニューギニア ニューブリテン島 東ニューブリテン州に位置する湾。オープン湾とともにガゼル半島の付け根に位置し、北西50km先にラバウルがある。
北西岸の村トル（Tol、独領旧名・ズンゲン/Zungen）を挟んで東よりヘンリー・リード川（Henry Reid River）、西よりメベロ川（Mevelo River）、また南西部のロング（Long）とカリプ（Kalip）の間よりイプ川（Ip River）などが流れ込む。ヘンリー・リード川河口の沿岸はホムホブル湾（Homhovulu Harbor）とも呼称される。
ニューブリテン島西部が陥落した大戦末期には日本軍の防衛の要所となり、水木しげるが従軍していたことで知られるが、1945年3月までに同湾一帯は豪州軍により制圧された。